# فورتيا
بلدية فورتيا (بالإسبانية: Fortiá) هي بلدية تقع في مقاطعة جرندة التابعة لمنطقة كتالونيا شمال شرق إسبانيا.

## الديموغرافيا
بلغ عدد سكان بلدية فورتيا 658 نسمة عام 2011 (وفقاً للمعهد الوطني الإسباني للإحصاء).
| 485 | 507 | 531 | 572 | 605 | 639 | 658 |